# Julien Lahaut
Julien Victor Lahaut (Seraing, 6 septembre 1884 - assassiné le 18 août 1950) est un homme politique membre du Parti communiste de Belgique et un syndicaliste belge, militant wallon et antifasciste.
Ouvrier, engagé volontaire durant la Première Guerre mondiale où il sert avec un corps belge sur le front russe, il adhère durant l'entre-deux-guerres au Parti communiste de Belgique et mène différents combats syndicaux et plusieurs grèves. Il devient député en 1928, et ce jusqu’à sa mort. Durant la Seconde Guerre mondiale, lors de l'occupation allemande de la Belgique, il mène en mai 1941 la grande grève des 100 000. Arrêté, il est déporté à Neuengamme puis à Mauthausen.
Après guerre, il est nommé président du Parti communiste. Il est réputé pour avoir crié, avec d'autres élus communistes, « Vive la République » lors de la prestation de serment du Prince Baudouin comme Prince Royal au Parlement le 11 août 1950. Il est assassiné quelques jours plus tard à son domicile par un réseau anticommuniste.

## Enfance et jeunesse
Julien Lahaut naît le 6 septembre 1884 à Seraing, dans la province de Liège dans une famille ouvrière et arrête ses études assez tôt. Dès ses 14 ans, il commence à travailler en tant que chaudronnier, comme son père. Il entre ensuite chez Cockerill, où il travaille comme tourneur de métaux.
À l’âge de 18 ans, il s’engage dans des mouvements syndicaux et participe à sa première grève, luttant pour le suffrage universel, ce qui lui vaudra d’être renvoyé de l’usine. En 1905, il fonde le syndicat métallurgiste « Relève-toi » avec Joseph Bondas et d’autres compagnons au Val Saint-Lambert. Ce syndicat prendra une grande ampleur et après s’être étendu sur plusieurs usines, il deviendra la « Centrale des métallurgistes ». Julien Lahaut est choisi en 1908 par les ouvriers pour occuper le poste de secrétaire permanent. Mais il est envoyé en prison en 1913 pour avoir lutté pour le droit au suffrage universel. Également en 1913, il épouse une jeune ouvrière de 21 ans, Gérardine Noël, avec qui il resta toute sa vie.

## Première Guerre mondiale, le front de l'Est

### Première Guerre mondiale sur le front russe
Lorsqu’éclate la Première Guerre mondiale, alors que le tirage lui a évité l’obligation du service militaire et allant à l’encontre du mouvement syndicaliste auquel il appartient, il se porte volontaire pour combattre. Après être passé par les Pays-Bas, l’Angleterre et la France, en 1915, il accompagne le Corps d’élite des auto-canons-mitrailleuses qui était destiné à renforcer les combattants belges sur le front de l’Yser mais qui est finalement envoyé sur le front russe pour aider l’armée impériale russe. En 1917, lorsque les troupes belges et russes sont en difficulté, le corps belge est mis au courant de la révolution de Février et du renversement du régime tsariste puis de la victoire des Bolcheviks en octobre. Le gouvernement de Lénine et Trotsky met fin à la guerre en Russie et le corps des auto-canons-mitrailleuses prend la direction de Kiev où des nationalistes ukrainiens chassent les Soviets avant que l’Armée rouge ne massacre les nationalistes ukrainiens pour enfin voir les Austro-allemands prendre le pouvoir de la capitale ukrainienne.

### Retour en Belgique
Les Belges rentrent alors chez eux mais, ne pouvant pas passer par l’Europe centrale, contrôlée par les Allemands et les Autrichiens, ils passent par Moscou, la Sibérie, les États-Unis et traversent l’océan Atlantique. En 1918, Julien Lahaut revient alors à Seraing, avec plusieurs distinctions honorifiques : 1er maréchal des logis-chef, croix de Saint-Georges 4e classe, croix de guerre avec palmes, médaille de la victoire et médaille commémorative de la guerre 14-18. Après la guerre, il reprend son travail de secrétaire permanent des métallurgistes et s’affilie au Parti ouvrier belge (POB).

### Idéologie communiste
Pendant le retour en Belgique, en Sibérie, de nombreux soldats belges fraternisent avec les Bolcheviks. Ils discutent notamment de l’idéologie communiste mais, parmi les combattants du corps des auto-canons-mitrailleuses, seul Julien Lahaut était convaincu que les communistes avaient raison, et ses discussions confirmèrent ses opinions politiques.

## Homme politique, communisme, syndicalisme, grèves

### Les Chevaliers du travail
En 1921, il organise la grève d’Ougrée-Marihaye, qui dure 9 mois et qui concerne près de 9000 ouvriers. Il se fait alors exclure du POB et de sa propre centrale syndicale, la Centrale des métallurgistes, en raison de ses nombreux conflits avec les dirigeants métallurgistes et de son indiscipline durant la grève, conséquence de sa position favorable au bolchevisme. Il crée alors un autre syndicat, les Chevaliers du travail, qui sera le point de lancement de la Centrale révolutionnaire des mineurs.

### Parti communiste
Deux ans plus tard, en 1923, il s’affilie au Parti communiste de Belgique (PCB) en réaction à l’affaire du « Grand complot » durant laquelle il sera brièvement arrêté alors qu’il n'était pas encore membre du parti. Son affiliation au PCB sera une conséquence directe de cette affaire. Il fut l’un des grands acteurs permettant l’implantation du communisme dans la région de Liège et ce malgré la répression parlementaire. Aux élections provinciales de 1925 et communales de 1926, sa liste électorale obtiendra plus de 2/3 des voix communistes de la circonscription. Absorbé par son poste au syndicat des Chevaliers du Travail, son implication dans le Bureau politique du PCB était marginale ce qui lui fut reproché lors de la crise interne que connut le parti en 1929-1930.
Par la suite, il organise de nombreuses grèves, notamment la grève des mineurs de 1932 où il est arrêté et mis en prison mais rapidement relâché grâce à son élection au Parlement belge. Il est aussi un antifasciste affirmé qui s’oppose dès 1924 à la montée des mouvements nationalistes partout en Europe. À partir de 1930, Joseph Jacquemotte et Julien Lahaut forment un tandem au sein du PCB jusqu’à ce que ce dernier accède au secrétariat du PCB en 1935. Après la mort de Jacquemotte, il apparaît au congrès du parti de 1936 comme leader du parti mais est critiqué pour ses qualités de politicien limitées, en dehors de ses qualités d’orateur. La même année, il se lance dans la lutte pour l’Espagne républicaine. Il dirige aussi La Voix du peuple, un quotidien syndicaliste.

### Espagne républicaine
En 1936, il lutte pour l’Espagne républicaine dans une campagne où il va fournir des aides matérielles, des soutiens politiques, des aides militaires. Il accompagne également un convoi de vivres en direction de Valence et Madrid et il était tellement impliqué dans cette lutte qu’il hébergea des enfants espagnols réfugiés en Belgique.

## Seconde Guerre mondiale, la Résistance et la déportation

### Résistance
Lorsque débuta la Seconde Guerre mondiale et que l’occupation allemande commença en Belgique, en 1940, il entre dans la résistance. Trop connu comme étant une personnalité politique du Parti communiste, il ne peut figurer dans l’appareil clandestin mis en place mais il collabore avec ce dernier. Une loi sur la défense des institutions nationales est adoptée et l’existence même du PCB est menacée, la position de Lahaut est alors fragilisée. Il évite de peu une arrestation mais il continue son combat en aidant des réfugiés dans le sud de la France. Le 5 janvier 1941, il s’oppose à Léon Degrelle en conspuant les valeurs du rexisme lors d’une manifestation conduite par ce parti en soutien à l’Allemagne nazie.

### Grève des 100 000
Le 10 mai 1941, il organise la « grève des 100 000 métallurgistes » à Cockerill. Cette grève ralentissant fortement la construction d’armes des nazis fait réagir Hitler lui-même qui somme de la faire cesser. Finalement, cette grève s’avère en partie victorieuse puisque les Allemands finissent par accepter les revendications des grévistes mais elle entraîne l’arrestation de nombre d'entre-eux.

### Arrestation

#### Fin du pacte germano-soviétique
Le 22 juin 1941, l'Allemagne déclare la guerre à  l’URSS, rompant ainsi le pacte de non-agression signé deux ans plus tôt. Julien Lahaut est arrêté le jour même à son domicile et est emmené à la citadelle de Huy. La Gestapo disposait alors du « fichier belge ».

#### Citadelle de Huy
Prisonnier à la citadelle de Huy, Julien Lahaut est torturé. Il tente à plusieurs reprises de s’évader, mais à la quatrième tentative, alors que Jean Terfve réussit à s’enfuir, Lahaut touche les fils électriques qui entouraient la citadelle, fait une chute de 8 mètres et s’évanouit. Il est alors mis au cachot, très affaibli, ayant été roué de coups par les nazis. Il est déporté à Neuengamme le 21 septembre 1941.

#### Neuengamme
À Neuengamme, il se fait remarquer par ses codétenus comme étant « l’homme qui portait le soleil dans sa poche et en donnait un morceau à chacun ». Solidaire et dévoué, il organise les communistes. Il tombe souvent malade tout en évitant l’infirmerie (qui signifiait, dans les camps de concentration, la mise à mort). En 1942, il organise des sabotages dans les usines de guerre, mais il se fait prendre et est condamné à mort le 13 juillet 1944.

#### Mauthausen
Il est alors déporté au camp de Mauthausen. Il évite de peu la mort par maladie grâce aux efforts d'un médecin tchèque. Il survit finalement jusqu’à la libération du camp.
Le 25 avril 1945, le camp de Mauthausen est libéré par des troupes américaines. Julien Lahaut revient alors en Belgique.

## Retour de détention et suite de la guerre

### Retour en Belgique
En Belgique, et surtout à Seraing, il revient en héros, mais il est épuisé et ne peut plus occuper les fonctions qu’il exerçait au PCB. Pourtant, sa popularité est si grande que Parti communiste le choisit comme président le 11 août 1945, mais sur une présidence plus passive, une sorte de présidence d’honneur, un « drapeau » pour le parti.

## La question royale et serment

### Question royale
À la fin de la guerre, la question royale divise la Belgique entre les royalistes et les non-royalistes. Le retour du Roi Léopold III est contesté par une grande majorité wallonne et notamment par les communistes (qui sont, par essence, anti-monarchistes). Après des manifestations sanglantes (3 morts) en Wallonie et une menace de marche sur Bruxelles, Léopold III abdique, et c’est son fils, Baudouin qui doit alors prêter serment, ce qui n’arrange pas les communistes qui rêvent d’une république belge.

### Scandale du serment royal
Le Parti communiste subit un gros revers aux législatives de juin 1950, n'obtenant que 7 sièges à la Chambre des représentants et 3 au Sénat. Mais lors de la prestation de serment du Prince Baudouin comme Prince Royal, le 11 août 1950 au Parlement, on entend crier dans le silence de la cérémonie « Vive la république ! ». Ces cris viennent manifestement de membres du Parti communiste et sont souvent attribués à tort à Julien Lahaut.

## Assassinat et enquêtes sur sa mort

### Assassinat à son domicile
Le soir du 18 août 1950, à peine quelques jours après la prestation de serment du roi, Julien Lahaut est assassiné au seuil de sa porte par deux inconnus.
Ce soir là, Julien Lahaut était revenu assez tard de Bruxelles. Il venait de finir son repas et était encore à table lorsque quelqu’un sonna. Comme d’habitude sa femme alla ouvrir. Deux hommes, un grand et un petit, restés dehors, demandèrent à parler au camarade Lahaut. « À qui ai-je l’honneur ? » demanda Gérardine. « À Hendrickx », répondit le plus grand. Julien Lahaut se leva et se dirigea vers l’entrée. Avant même qu’il n’arrive à la porte, l'un des deux, vraisemblablement le plus grand, pointa sur lui un colt 45 et tira. Lahaut fut d’abord touché à deux reprises à l’oreille droite, le troisième coup qui l’atteignit à l’abdomen lui fut fatal. Alors qu'il s’effondrait, un quatrième coup partit. Les meurtriers se ruèrent alors vers leur voiture et tirèrent encore une cinquième fois. La voiture démarra en trombe dans la direction de Plainevaux
Cet assassinat suscita de nombreuses réactions dont celle du secrétaire général du PCB Edgar Lalmand qui déclare : « Nous ne comptons pas sur le gouvernement pour régler ces choses-là. Nous ne comptons que sur nous-mêmes. » Une grève générale est alors organisée par la FGTB et l’inhumation de Lahaut rassemble entre 100 000 et 300 000 personnes.

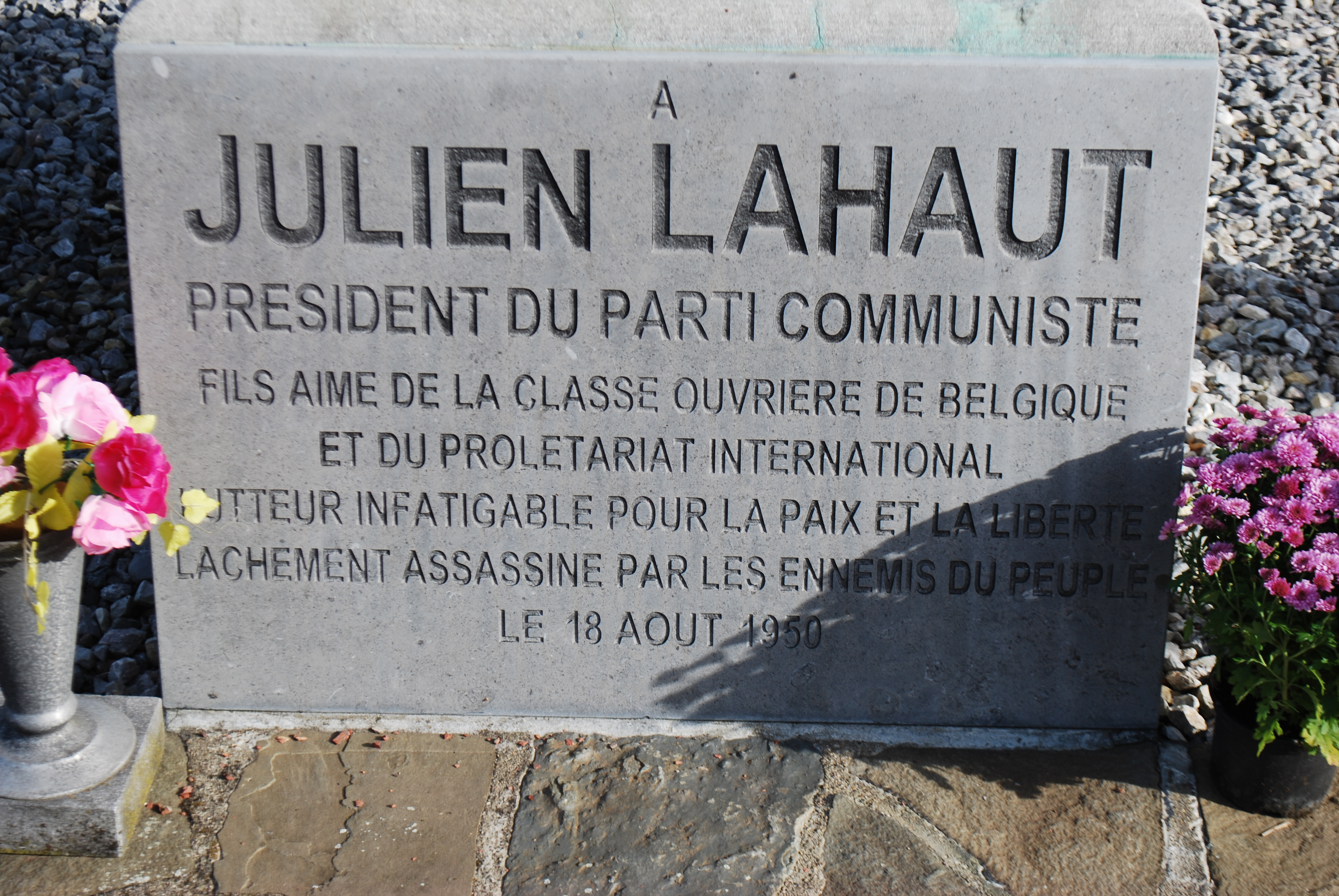
Tombe de Julien Lahaut.

### Enquêtes sur sa mort
L’enquête sur l’assassinat de Lahaut s’est poursuivie jusqu’au 4 décembre 1972, date à laquelle le non-lieu est prononcé par la Chambre du conseil de Liège. On a longtemps cru que Julien Lahaut avait été assassiné par des militants royalistes en raison du scandale qu'il a provoqué durant la prestation de serment royal. Or, une enquête conduite par quatre historiens démontre que Julien Lahaut a été assassiné par un réseau anticommuniste. Le chef de celui-ci, André Moyen, bénéficiait de relations et protections au sein de la police judiciaire et parmi les dirigeants de plusieurs grandes entreprises. Aucun ne sera condamné pour cette affaire et cet assassinat. Ce même André Moyen aurait, selon l’enquête, usé de ses relations politiques pour empêcher les divers juges d’instruction de mener à bien leur enquête et de remonter jusqu’à lui.
D'après l'historien Emmanuel Gérard, « La première conclusion de cette enquête est d’abord que cet attentat n’est pas l’acte d’un isolé. C’est l’acte d’une organisation, d’un réseau, celui d’André Moyen. Deuxième conclusion, ce réseau n’est pas une affaire de marginaux ou de farfelus mais il est encadré. Les grandes sociétés de Belgique financent le réseau et celui-ci est en correspondance avec des hommes politiques importants. Dernière conclusion, il existait une collusion entre le réseau d’André Moyen et la police judiciaire de Liège, Bruxelles et Anvers qui a empêché le juge d’instruction de Liège d’aboutir dans son enquête. »
L'assassinat de Julien Lahaut serait donc un acte anticommuniste comme ce fut également le cas de l’assassinat du secrétaire général du Parti communiste japonais et des attentats ratés contre les dirigeants communistes italien Palmiro Togliatti et français Jacques Duclos. De plus, la situation politique belge de l’époque appelait au « réarmement moral », à la lutte contre la « subversion » et donc le communisme. Dès le début de la guerre froide, les communistes belges sont exclus de toute participation positive en politique par le gouvernement de l’époque.
Pour les auteurs du livre La Guerre froide en Belgique, le meurtre de Julien Lahaut « avait une signification politique tant nationale qu'internationale. Le président du PCB personnifiait la tradition de lutte ouvrière dans ce qu'elle a de plus dur et de plus révolutionnaire. […] Les années de lutte, de prison et de torture, subies pendant la guerre de 14-18 et pendant sa déportation dans les camps nazis au cours de la Deuxième Guerre mondiale n'avaient entamé ni sa force physique ni son moral. Pour lui, la vie n'avait de signification que dans la lutte : que ce soit dans les prisons ou dans les camps hitlériens, sur les tribunes politiques ou sur les barricades, dans les manifestations de masse ou dans l'enceinte parlementaire". »

## Hommage
Julien Lahaut est le héros d'une pièce de Jean Louvet intitulée L'homme qui avait le soleil dans sa poche (1982), allusion au surnom que ses compagnons de captivité dans les camps nazis lui avaient donné.
D'autre part, le Parti communiste rend un hommage à son ancien député et président chaque année au mois d'août, lors de la commémoration Julien Lahaut au cimetière des Biens Communaux. Lors de cette commémoration, des personnalités belges ou étrangères sont présentes.
Plusieurs rues sont baptisées « rue Julien Lahaut » respectivement à Dampremy, Morlanwelz, Courcelles, La Louvière et Seraing.